# Ácido selênico
Ácido Selênico é um composto químico de fórmula H2SeO4. Foi descoberto em 1827 por Eilhard Mitscherlich.

## Preparação e reações
Ácido Selênico é preparado pela oxidação do dióxido de selênio com peróxido de hidrogênio:
SeO2  +  H2O2  →  H2SeO4
Para obter o anidro,a solução resultante é evaporada a temperatura de <140 °C no vácuo.
Como o ácido sulfúrico, o ácido selênico é um ácido forte que é higroscópico e extremamente solúvel em água. Soluções concentradas são viscosas.
Ácido Selênico reage com sais de bário para precipitar BaSeO4, análogo ao sulfato.
Ácido Selênico com ácido fluorsulfúrico gera o dioxidiflourato (b.p. -8.4C):
H2SeO4  +  2 HO3SF  →  SeO2F2  +  2 H2SO4
Ácido Selênico quente é capaz de dissolver ouro
2Au + 6H2SeO4 → Au2(SeO4)3 + 3H2SeO3 + 3H2O